# Mehcad Brooks
Mehcad Jason McKinley Brooks (Austin, Texas, 25 de outubro de 1980), é um ator norte-americano. Conhecido pelo personagem Matthew Applewhite da série de televisão Desperate Housewives. E por interpretar James Olsen / Guardião em Supergirl.

## Inicio de vida
Brooks nasceu e foi criado em Austin, Texas, onde estudou na LC Anderson High School. Brooks é filho da redatora editorial do Austin American-Statesman, Alberta Phillips, e do ex-jogador de futebol profissional Billy Brooks ; seu padrasto é o advogado Gary Bledsoe. Depois de terminar o ensino médio em 1999, ele frequentou a Escola de Cinema-Televisão da Universidade do Sul da Califórnia. Brooks mencionou em um episódio de setembro de 2010 do The Wendy Williams Show que recusou bolsas de estudo e ofertas de basquete de escolas da Ivy League em favor de ir para a USC. Ele então saiu para seguir a carreira de ator.

## Carreira
Os primeiros trabalhos de Brooks incluem ser modelo de roupas íntimas da Calvin Klein.
Em 2004, Brooks interpretou um jogador de basquete do ensino médio que foi morto pelo pai de um companheiro de equipe na série Cold Case (temporada 1, episódio 17). De 2005 a 2006, Brooks desempenhou o papel de Matthew Applewhite no drama da ABC TV Desperate Housewives. Ele apareceu em Glory Road, interpretando Harry Flournoy, um atleta da Texas Western University quando os cinco jogadores negros titulares venceram o Kentucky pelo campeonato nacional. Ele atuou no filme de 2007 No Vale de Elá. Ele estrelou ao lado de Tia Mowry como seu namorado, Jerome, na série de TV The Game em 2008. Em 2009, ele apareceu na série de TV Dollhouse da FOX. Brooks interpretou Benedict "Eggs" Talley na segunda temporada de True Blood da HBO. A partir de janeiro de 2010, ele apareceu como o advogado Malcolm Bennet na série da ABC, agora cancelada, The Deep End. Ele interpreta o “novo namorado” em um recente comercial de televisão da State Farm Insurance ao lado da ex-co-estrela de The Game, Gabrielle Dennis.
Brooks apareceu na série de televisão dramática em estilo documentário da ABC, My Generation, que estreou no outono de 2010. O programa foi cancelado após apenas dois episódios. Ele estava no elenco da série Necessary Roughness da USA Network, que estreou em 29 de junho de 2011. O programa apresentava Brooks como Terrence "TK" King, um jogador de futebol do New York Hawks cujos problemas de raiva fazem com que seu time exija ele para ver um terapeuta. Em 2013, Rugosidade Necessária foi cancelada. Brooks estrelou o episódio Law & Order: Special Victims Unit como Prince Miller, um astro do basquete que foi molestado quando criança por seu treinador, e um papel especial no programa Alcatraz de JJ Abrams como um especialista em desativação de bombas. Em 2013, Brooks foi destaque em um anúncio de serviço público do Centro de Direitos Reprodutivos.
Desde a estreia da série até sua saída no quarto episódio da quinta temporada, Brooks interpretou James Olsen no drama Supergirl da CBS / The CW como personagem regular da série.
Em 20 de outubro de 2017, ele lançou seu single de estreia, "Tears Away".
Em 2019, ele foi anunciado para interpretar Jax Briggs na reinicialização de Mortal Kombat lançada em 23 de abril de 2021.
Em junho de 2022, foi anunciado que Brooks se juntaria ao elenco da longa série policial Law & Order como detetive na 22ª temporada.

## Vida Pessoal
Brooks afirmou em entrevista ao IGN que é um ávido jogador de videogames, incluindo as séries Call of Duty, Medal of Honor e Madden.
Ele estava em um relacionamento com a co-estrela do Creature, Serinda Swan, até sua separação em 2011.
Em seu perfil do Twitter, Brooks revelou que sofreu ameaças de morte após uma cena da 3ª temporada de Supergirl, na qual ele interpretava o repórter Jimmy Olsen. Na cena em questão, Olsen beija Lena Luthor (Katie McGrath), e Brooks disse que “Alguns fãs não gostaram de ver um homem negro beijar uma mulher branca.” Em uma série de publicações, ele disse que a luta contra o racismo precisa se manter atual para que os negros possam viver em paz.

## Filmografia

### Televisão
| Ano       | Título                            | Papel                  | Notas                                            |
| --------- | --------------------------------- | ---------------------- | ------------------------------------------------ |
| 2002      | Do Over                           | Shawn Hodges           | Episódio: "Take Me Out of the Ball Game"         |
| 2002      | Malcolm in the Middle             | Big kid                | Episódio: "Stupid Girl"                          |
| 2003      | Boston Public                     | Russell Clark          | 4 episódios                                      |
| 2003      | One on One                        | Mustafa                | Episódio: "2 Young, 2 Curious"                   |
| 2004      | Cold Case                         | Herman Lester          | Episódio: "The Lost Soul of Herman Lester"       |
| 2004      | Tiger Cruise                      | Kenny                  | TV movie                                         |
| 2005–2006 | Desperate Housewives              | Matthew Applewhite     | 23 Episódios                                     |
| 2006      | Ghost Whisperer                   | Justin Cotter          | Episódio: "Giving Up the Ghost"                  |
| 2007–2008 | K-Ville                           | Vin Bear               | Episódio: "Critical Mass" Episódio: "Game Night" |
| 2008      | The Game                          | Jerome "Jerry" Wright  | 7 Episódios                                      |
| 2008–2010 | True Blood                        | Eggs                   | 14 Episódios                                     |
| 2009      | Dollhouse                         | Sam Jennings           | Episódio: "Echoes"                               |
| 2010      | The Deep End                      | Malcolm Bennett        | 6 Episódios                                      |
| 2010      | My Generation                     | Rolly Marks            | 5 Episódios                                      |
| 2011–2013 | Necessary Roughness               | Terrence King          | 38 Episódios                                     |
| 2011      | Law & Order: Special Victims Unit | Prince Miller          | Episódio: "Personal Fouls"                       |
| 2012      | Alcatraz                          | Matt Tanner            | Episódio: "Paxton Petty"                         |
| 2016–2021 | Supergirl                         | James Olsen / Guardião | Elenco Principal                                 |

### Filmes
| Ano  | Título                             | Papel           | Notas            |
| ---- | ---------------------------------- | --------------- | ---------------- |
| 2002 | Radimi: Who Stole the Dream        | Radimi Wadkins  |                  |
| 2003 | A Token for Your Thoughts          | The Jock        | Filme curto      |
| 2006 | Glory Road                         | Harry Flournoy  |                  |
| 2007 | In the Valley of Elah              | Spc. Ennis Long |                  |
| 2008 | Fly Like Mercury                   | Hutch           |                  |
| 2010 | Just Wright                        | Angelo Bembrey  |                  |
| 2011 | Creature                           | Niles           | Elenco Principal |
| 2012 | Magic: The Gathering - The Musical | Doug            | Filme curto      |
| 2014 | About Last Night                   | Derek           |                  |
| 2015 | Adulterers                         | Damien          |                  |
| 2021 | Mortal Kombat                      | Jax             |                  |

## Prêmios e Indicações
| Prêmios | Prêmios   | Prêmios                    | Prêmios                              | Prêmios              |
| Ano     | Resultado | Premiação                  | Categoria                            | Título               |
| ------- | --------- | -------------------------- | ------------------------------------ | -------------------- |
| 2006    | Venceu    | Screen Actors Guild Awards | Melhor Elenco                        | Desperate Housewives |
| 2006    | Indicado  | Image Awards               | Melhor Ator (coadjuvante/secundário) | Desperate Housewives |
| 2007    | Indicado  | Screen Actors Guild Awards | Melhor Elenco                        | Desperate Housewives |
| 2009    | Indicado  | Satellite Awards           | Melhor Elenco                        | True Blood           |
| 2010    | Indicado  | Screen Actors Guild Awards | Melhor Elenco                        | True Blood           |